# Wagner (cràter)
Wagner és un cràter d'impacte en el planeta Mercuri de 134 km de diàmetre. Porta el nom del compositor alemany Richard Wagner (1813-1883), i el seu nom va ser aprovat per la Unió Astronòmica Internacional el 1976.